# RTL Television
RTL Television (или сокращённо RTL) — немецкий общенациональный телеканал, управляемый одноимённым обществом с ограниченной ответственностью (директор — Хеннинг Тевес), являющейся дочерней общества с ограниченной ответственностью «RTL Group». Программный телецентр расположен в Кёльне. Принимается через обычную антенну (по системе DVB-T, до 2003 года по системе PAL), спутниковую антенну и кабельные сети. 

## История телеканала
2 января 1984 года люксембургская телерадиокомпания Radio Télévisioun Lëtzebuerg (RTL) запустила вещание нового немецкоязычного телеканала RTL plus. Вещание велось по будням с 17:30 до 22:30 и по выходным с 17:30 до 24:00. Первоначально получать сигнал можно было лишь через антенну. С 1985 года трансляция стала проводиться и через спутник. К 1986 году около 50 % акций RTL plus принадлежали люксембургскому медиахолдингу Compagnie Luxembourgeoise de Télédiffusion, 40 % — немецкому концерну Bertelsmann и около 10 % — немецкой газете Westdeutsche Allgemeine Zeitung. До 1987 года канал RTL plus вещал по люксембургской лицензии, поэтому в его эфире были также телепрограммы и на люксембургском языке.
С 1987 года телеканал расширил время вещания, начиная свой эфир с утреннего шоу «Guten Morgen Deutschland» в 6:30 утра. В январе 1988 года штаб-квартира телеканала переехала из Люксембурга в Кёльн (Германия), с целью наполнения увеличившейся продолжительности телеэфира на канале стали появляться многочисленные шоу и программы собственного производства. С декабря 1991 года телеканал перешёл на круглосуточное вещание. После ребрендинга 31 октября 1992 года телекомпания RTL plus была официально переименована в RTL Television. Упразднение слова «плюс» должно было означать окончательный разрыв с люксембургской телекомпанией Radio Télévisioun Lëtzebuerg.
В 1993 году RTL впервые становится лидером по рейтингу среди телеканалов Германии и держится в этой позиции до 1997 года. В следующие годы канал также успешно конкурирует за лидерство с другими телекомпаниями и снова удерживает первенство в 1999 и 2001—2003 годы. Однако в последующие годы рейтинг телеканала неуклонно падал, и в 2006 году RTL удерживал лишь четвёртую позицию в рейтинге. Однако в целевой группе зрителей 14—49 лет RTL, по-прежнему, остаётся лидером.
В настоящее время телекомпания RTL Television кроме основного канала предлагает также три специализированных тематических канала (криминальное кино — RTL Crime, реалити-шоу — RTL Living, романтика — RTL Passion и путешествия — GEO Televison), доступ к которым является платным и осуществляется через кабель или спутник. С июля 2016 года был запущен также телеканал RTLplus, ориентированный на женщин от 45 лет.

## Передачи

### Информационные
- с апреля 1988 года - бюллетень теленовостей «РТЛ Актуэлль» («RTL aktuell»), подготавливается обществом с ограниченной ответственностью «РТЛ Ньюс» (RTL News GmbH);
- с 3 января 1994 года - телегазета «РТЛ Нахтжурналь» («RTL Nachtjournal»), подготавливается обществом с ограниченной ответственностью «РТЛ Ньюс» (RTL News GmbH).

### Публицистические
- с 1987 до 27 ноября 1994 и с 2013 года ежедневный утренний тележурнал «Гутен Морген Дойчланд» (Guten Morgen Deutschland), подготавливается «ИнфоНетворк» (infoNetwork), дочерней компании Mediengruppe RTL[4])
- Punkt 12 (с июня 1992) — дневная информационно-развлекательная программа (производство infoNetwork)
- RTL Regional — региональные журналы для различных регионов Германии
- RTL Exclusiv (с мая 1994) — тележурнал (производство infoNetwork)
- RTL Explosiv (с мая 1992) — тележурнал (производство infoNetwork)
- RTL Extra (с октября 1994) — тележурнал (производство infoNetwork)
- Spiegel TV Magazin (с мая 1988) — общественно-политический тележурнал (производство dctp и Spiegel TV )
- Stern TV (с апреля 1990) — общественно-политический тележурнал (производство i&u TV)

### Развлекательные шоу
- Wer wird Millionär? (с сентября 1999) — телеигра (производство Endemol Shine Germany)
- 5 gegen Jauch (с сентября 2009) — телеигра (производство i&u TV)
- Die 2 — Gottschalk & Jauch gegen ALLE (с 2013) — телеигра (производство i&u TV)
- 500 — Die Quiz-Arena  (с июля 2016) — телеигра (производство Warner Bros. International Television Production)
- Adam sucht Eva — Gestrandet im Paradies (с 2014) — дейтинг-шоу (производство Warner Bros. International TV Productions GmbH)
- Bauer sucht Frau (с 2005) — дейтинг-шоу (производство GRUNDY Light Entertainment )
- Das Supertalent (2007—2011, перезапуск в 2009) — шоу талантов (производство UFA Show GmbH)
- Deutschland sucht den Superstar (с 2002) — музыкальное кастинг-шоу (производство UFA Show GmbH, ITV Studios Germany)
- Ich bin ein Star — Holt mich hier raus! (с 2004) — приключенческое реалити-шоу (производство ITV Studios Germany)
- Let’s Dance (с 2006) — танцевальное шоу (производство Seapoint Productions)

### Телесериалы собственного производства
- Хорошие времена, плохие времена (с мая 1992 года)
- Между нами (с ноября 1994 года)
- Всё, что имеет значение (с сентября 2006 года)
- Спецотряд «Кобра 11» (с марта 1996 года)
- Der Lehrer (с августа 2009 года)
- Männer! — Alles auf Anfang (с января 2015)
- Magda macht das schon! (с января 2017)
- Sankt Maik (с января 2018)
- Beste Schwestern (с января 2018)
- Beck is back! (с января 2018)

## Бывшие телепрограммы (выборочно)

### Телепрограммы и телешоу
- Das Strafgericht (2002—2008) — судебное телешоу

### Телесериалы собственного производства
- Альпийский патруль — Ценится каждая жизнь (1998—2006)
- Дневник доктора (2008—2010)
- Дом, милый дом: мой отец, его друг, его бывший и я (2002—2004)
- Мечты большого города (2000)
- Моя жизнь и я (2001—2009)
- Школьницы (2004-2005)
- 112 — Sie retten dein Leben (2008—2009)
- Abschnitt 40 (2001—2006)
- Alarm für Cobra 11 — Einsatz für Team 2 (2003—2005)
- Die Sitte (2001—2004)
- Die Wache (1994—2006)
- Hinter Gittern — Der Frauenknast (1997—2007)
- Lasko — Die Faust Gottes (2008—2010)
- Nikola (1997—2005)
- Post Mortem — Beweise sind unsterblich (2007—2008)
- Ritas Welt (1999—2003)
- SK-Babies (1996—1999)
- Stadtklinik (1993—2000)

## Заграничные корпункты
Имеет заграничные студии в:
- Брюсселе
- Вашингтоне
- Нью-Йорке
- Лондоне
- Париже
- Москве
- Иерусалиме
- Пекине